# Squalodontidae
Squalodontidae är en familj av utdöda valar som levde mellan oligocen och pliocen. Familjen bildar tillsammans med Gangesdelfiner överfamiljen Platanistoidea.
I storleken liknar arterna medlemmarna av det levande släktet Mesoplodon. Främre delen av skallen (rostrum) var långsträckt.
Familjens vetenskapliga namn är bildat av namnet för typsläktet Squalodon som beskrevs 1840. I början antogs att kvarlevorna tillhör ett kräldjur och i samband med ytterligare fynd fastställdes att arterna var valar. En bit av en käke med tänder som hittades på Malta blev redan 1670 beskriven av Angustino Scilla.
Familjens medlemmar kännetecknas av en tanduppsättning med olikartade tänder. Tänderna längre bak i käken var trekantiga och räfflade, liksom hajarnas tänder. Kännetecknande är även de centrala framtändernas position som var nästan horisontala. Familjens släkten skiljer sig i kraniets konstruktion. Hos släktena Eosqualodon, Kelloggia och Phoberodon saknas benet som omsluter innerörat. Utformningen av kraniets detaljer vid nosen ger upphov till teorin att arterna hade förmåga till ekolokalisering. Den taxonomiska avgränsningen mellan vissa släkten är oklart.
Fossil av familjens arter hittades i och vid alla hav. Medlemmar av släktet Squalodon är kända från miocen och hittades i Eurasien och Nordamerika. Fossil av Eosqualodon är från samma tidsepok och endast från Europa. Kvarlevor av Kelloggia hittades i Asien och dateras till oligocen. I Sydamerika upptäcktes fossil av Phoberodon som är från tidig miocen. Under tidig 2000-talet hittades fossil i Australien och Nya Zeeland som saknar vetenskaplig beskrivning.